# Cubozoa
Los cubozoos (Cubozoa, del griego kybos, cubo, y zoon, animal) o cubomedusas (Cubomedusae), llamadas comúnmente «avispas de mar» por su peligroso veneno, son una clase del filo Cnidaria habitantes del macroplancton marino. Su nombre alude a la forma cúbica del cuerpo de estos cnidarios. Poseen cierta semejanza con las medusas de la clase Scyphozoa, y su posición taxonómica no está aún bien definida. No llegan a 50 especies descritas que, antiguamente, se clasificaban dentro de los Escifozoos.
Se trata de especies australianas, filipinas y de otras áreas tropicales. Son famosas por los efectos de su veneno, el de algunas especies muy peligroso para el ser humano.

## Características
Poseen velario, una estructura semejante en función al velo de las hidromedusas, pero que difiere de este en su desarrollo y que contiene divertículos digestivos. En los llamados ropalios es posible encontrar ojos con fotorreceptores y estatocistos, sensibles a la orientación. La forma polipoide se conoce en pocas especies y no sufren estrobilación,son trasparente y de un color azul fuerte.
Una de las características más notorias de los cubozoos es su potente veneno. En cada uno de sus tentáculos, las cubomedusas tienen hasta 500.000 cnidoblastos, unas células especializadas que cuentan con una estructura en forma de arpón, el nematocisto, que se encarga de inocular el veneno cuando la célula hace contacto con una presa. Aunque las características de este varían según la especie, su función es la misma: atrapar a las posibles presas así como defenderse de los depredadores.

## Reproducción y ciclo biológico
El estudio de su reproducción es muy difícil, por lo cual se tiene muy poca información sobre este grupo. Parece que los pocos pólipos que se han descrito no sufren estrobilación como los escifozoos y que cada pólipo sufre una metamorfosis que origina una sola medusa. Algunas cubomedusas realizan una especie de cópula.

## Peligro para el ser humano
Pese a no ser animales agresivos, las cubomedusas pueden resultar letales para el ser humano debido a su potente veneno. Si un bañista entra en contacto con los cnidoblastos, estos inyectarán las toxinas en la víctima, causando una terrible sensación de dolor, así como el enrojecimiento e inflamación de la zona afectada. En pocos minutos el afectado sufrirá un colapso cardiovascular que puede resultar en la muerte. Esto es causado debido a la acción de las toxinas, que produce una hiperpotasemia en el organismo. Se ha postulado que un tratamiento a base de zinc puede ayudar a salvar la vida del afectado.

## Clasificación
Existen dos órdenes de cubozoos, Chirodropida y Carybdeida, que se desglosan según el siguiente esquema:
- orden Chirodropida
  - Chironex fleckeri
  - Chirosoides buitendijkl
  - Chirodropus gorilla
  - Chirodropus palmatus
  - Chiropsalmus zygonema
  - Chiropsalmus quadrigatus
  - Chiropsalmus quadrumanus
- orden Carybdeida (= Cubomedusae)
  - Carukia barnesi
  - Manokia stiasnyi
  - Tripedalia binata
  - Tripedalia cystophora
  - Tamoya haplonema
  - Tamoya gargantua
  - Carybdea alata
  - Carybdea xaymacana
  - Carybdea sivicksi
  - Carybdea rastonii
  - Carybdea marsupialis
  - Carybdea aurifera

## Fósiles

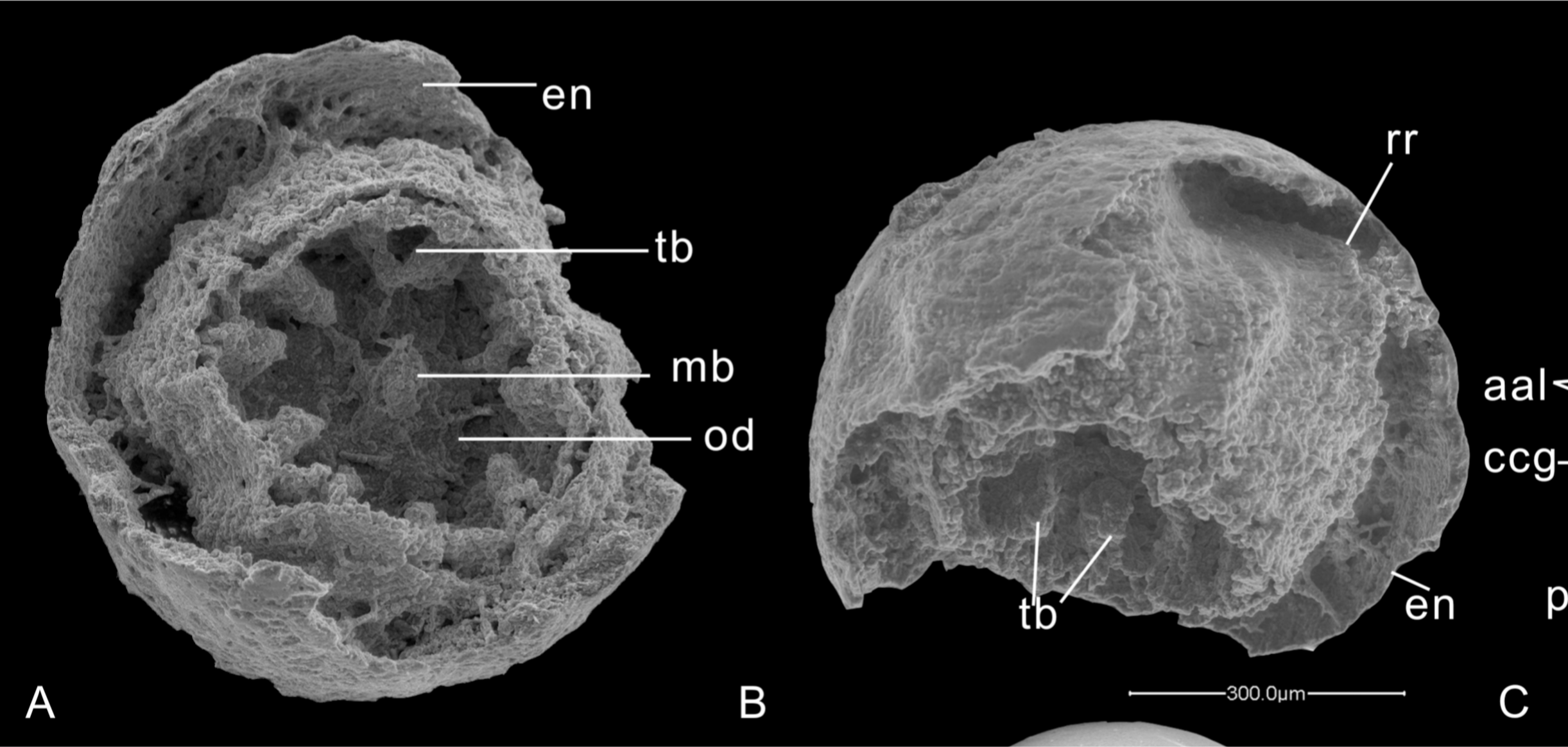
Embrión fósil de Cubozoo penta-radial. Barra de escala= 300 micrómetros (μm). Microscopía electrónica de barrido.

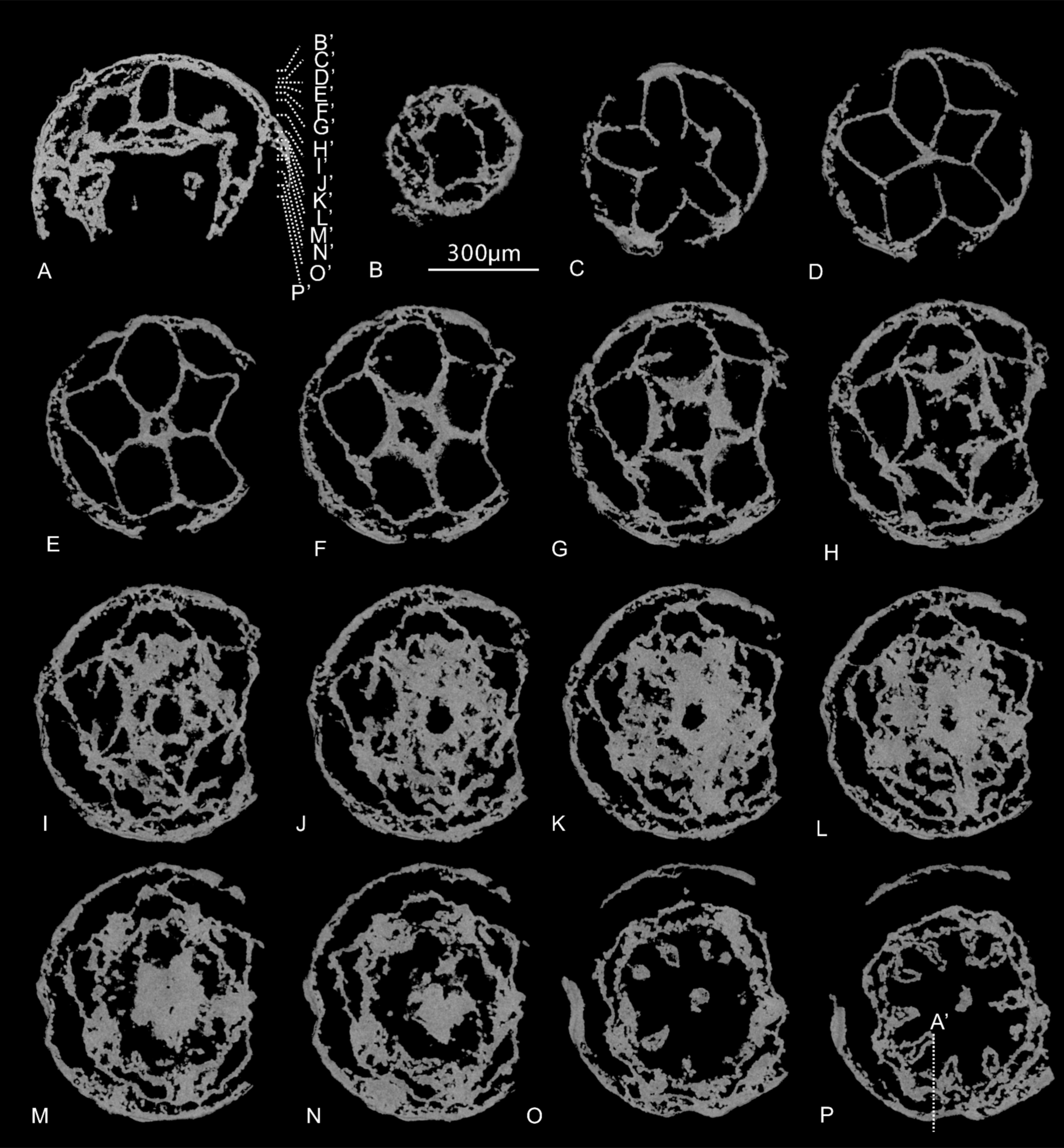
fósil de embrión de Cubozoo. Micro-tomografía de rayos X.

El registro fósil de los cubozoos (Medusozoa) es bastante escaso; se conocen unos pocos fósiles probables de la Formación Mazon Creek del Pensilvaniano en el centro de los EE. UU. y la Formación Marjum del Cámbrico Medio en Utah, oeste de los EE. UU. . Se descubrieron nuevos especímenes embrionarios relacionados con Olivooides multisulcatus que presentan la simetría penta-radial que los distingue. En los fósiles es posible observar, cinco pares interradiales de tentáculos que rodean un manubrio central, una variedad de láminas endodérmicas y bolsillos gástricos que son en su mayoría comparables a los de los cubozoos. Estos fósiles pentaradiados son procedentes de la Formación Kuanchuanpu del Cámbrico en el sur de China.